# Alphons Schott
Alphons Schott (* 26. August 1857 in Kilstedt, Frankreich; † nach 1918) war Arzt, Sanitätsrat und Mitglied der zweiten Kammer des Landtags des Reichslandes Elsaß-Lothringen für das Zentrum.
Alphons Schott, der katholischer Konfession war, besuchte die katholische Dorfschule, 1871 bis 1875 das bischöfliche Gymnasium in Straßburg, 1874 bis 1875 das Lycée Nancy und 1875 bis 1877 das protestantische Gymnasium Straßburg. Danach studierte er in Straßburg Medizin, legte 1882 das Staatsexamen ab und wurde zum Dr. med promoviert. Er arbeitete 1882–1884 als Kantonalarzt in Selz, 1884–1898 als praktischer Arzt in Weißenburg und seit 1898 in Schlettstadt.
1902–1908 gehörte er dem Gemeinderat von Schlettstadt und 1903 bis 1911 dem Landesausschuss an.
Bei der ersten (und einzigen) Wahl zum Landtag trat er im Wahlkreis Barr-Weiler als Kandidat des Zentrums an. Im Ersten Wahlgang wurden im Wahlkreis von den 7731 Stimmberechtigten 6014 Stimmen abgegeben. Auf Schott entfielen 3720, auf den liberalen Kandidaten Walter 1320 und den Sozialdemokraten Ledig 903 Stimmen. Alphons Schott gehörte dem Landtag bis 1918 an.